# Юргинский
Юргинский — посёлок в Юргинском районе Кемеровской области. Входит в состав Лебяжье-Асановского сельского поселения.

## География
Центральная часть населённого пункта расположена на высоте 146 м над уровнем моря.

## Население
| 2010 |
| ---- |
| 823  |

### Половой состав
По данным Всероссийской переписи населения 2010 года, в посёлке Юргинский проживало 823 человека (387 мужчин, 436 женщин).

## Улицы
| - ул. Весенняя, - ул. Железнодорожная, - ул. Молодёжная, - ул. Набережная, | - ул. Новая, - ул. Садовая, - ул. Сиреневая, - ул. Совхозная, | - ул. Томская, - ул. Центральная, - ул. Школьная. |